# Campeonato Mundial de Halterofilismo de 2023 - Até 109 kg masculino
A categoria até 109 kg masculino foi um evento do Campeonato Mundial de Halterofilismo de 2023, disputado em Riade, na Arábia Saudita, no dia 16 de setembro de 2023.

## Calendário
Horário local (UTC+3)
| Dia            | Horário | Fase    |
| -------------- | ------- | ------- |
| 16 de setembro | 14:00   | Grupo B |
| 16 de setembro | 19:00   | Grupo A |

## Medalhistas
| Evento    | Ouro                   | Ouro   | Prata                  | Prata  | Bronze                   | Bronze |
| --------- | ---------------------- | ------ | ---------------------- | ------ | ------------------------ | ------ |
| Arranque  | Akbar Djuraev (UZB)    | 189 kg | Hristo Hristov (BUL)   | 181 kg | Dadash Dadashbayli (AZE) | 180 kg |
| Arremesso | Ruslan Nurudinov (UZB) | 227 kg | Akbar Djuraev (UZB)    | 226 kg | Dadash Dadashbayli (AZE) | 223 kg |
| Total     | Akbar Djuraev (UZB)    | 415 kg | Ruslan Nurudinov (UZB) | 407 kg | Dadash Dadashbayli (AZE) | 403 kg |

## Recordes
Antes desta competição, o recorde mundial da prova era o seguinte:
| Recorde         | Tipo      | Atleta                  | Peso   | Local     | Data                  |
| Recorde Mundial | Arranque  | Yang Zhe (CHN)          | 200 kg | Tasquente | 24 de abril de 2021   |
| Recorde Mundial | Arremesso | Ruslan Nurudinov (UZB)  | 241 kg | Tasquente | 24 de abril de 2021   |
| Recorde Mundial | Total     | Simon Martirosyan (ARM) | 435 kg | Asgabade  | 9 de novembro de 2018 |

## Resultado
Os resultados foram os seguintes.
| Pos.              | Atleta                      | Grupo | Arranque (kg) | Arranque (kg) | Arranque (kg) | Arranque (kg)     | Arremesso (kg) | Arremesso (kg) | Arremesso (kg) | Arremesso (kg)    | Total |
| Pos.              | Atleta                      | Grupo | 1             | 2             | 3             | Resultado         | 1              | 2              | 3              | Resultado         | Total |
| ----------------- | --------------------------- | ----- | ------------- | ------------- | ------------- | ----------------- | -------------- | -------------- | -------------- | ----------------- | ----- |
| Medalha de ouro   | Akbar Djuraev (UZB)         | A     | 182           | 189           | 189           | Medalha de ouro   | 220            | 226            | 231            | Medalha de prata  | 415   |
| Medalha de prata  | Ruslan Nurudinov (UZB)      | A     | 175           | 180           | 185           | 4                 | 221            | 227            | 236            | Medalha de ouro   | 407   |
| Medalha de bronze | Dadash Dadashbayli (AZE)    | A     | 175           | 180           | 184           | Medalha de bronze | 214            | 218            | 223            | Medalha de bronze | 403   |
| 4                 | Hristo Hristov (BUL)        | A     | 176           | 181           | 184           | Medalha de prata  | 205            | 211            | 215            | 8                 | 392   |
| 5                 | Mehdi Karami (IRI)          | A     | 173           | 178           | 181           | 7                 | 214            | 216            | 223            | 4                 | 389   |
| 6                 | Peyman Jan (IRI)            | A     | 170           | 174           | 178           | 6                 | 211            | 219            | 220            | 7                 | 385   |
| 7                 | Zaza Lomtadze (GEO)         | A     | 160           | 160           | 165           | 13                | 205            | 214            | 220            | 5                 | 379   |
| 8                 | Óscar Garcés (COL)          | A     | 165           | 170           | 172           | 12                | 205            | 210            | 213            | 6                 | 378   |
| 9                 | Yeimar Mendoza (COL)        | A     | 166           | 166           | 170           | 10                | 202            | 207            | 211            | 9                 | 377   |
| 10                | Josué Medina (MEX)          | B     | 165           | 165           | 170           | 11                | 200            | 206            | 206            | 11                | 371   |
| 11                | Wesley Kitts (USA)          | B     | 160           | 165           | 170           | 9                 | 191            | 200            | —              | 13                | 370   |
| 12                | Dong Bing-cheng (TPE)       | B     | 160           | 165           | 169           | 15                | 200            | 200            | 206            | 10                | 366   |
| 13                | Bartłomiej Adamus (POL)     | B     | 160           | 160           | 166           | 16                | 200            | 206            | 207            | 12                | 360   |
| 14                | Sargis Martirosjan (AUT)    | B     | 165           | 170           | 171           | 8                 | 180            | 187            | 191            | 18                | 351   |
| 15                | Arnas Šidiškis (LTU)        | B     | 150           | 155           | 159           | 17                | 180            | 185            | 190            | 15                | 344   |
| 16                | Josef Kolář (CZE)           | B     | 153           | 159           | 161           | 14                | 182            | 188            | 190            | 16                | 343   |
| 17                | Jackson Roberts-Young (AUS) | B     | 144           | 144           | 152           | 20                | 194            | 200            | 207            | 14                | 338   |
| 18                | Ali Al-Khazal (KSA)         | B     | 145           | 150           | —             | 19                | 175            | 181            | —              | 17                | 331   |
| 19                | António Vital e Silva (POR) | B     | 150           | 156           | 156           | 18                | 180            | 188            | 191            | 19                | 330   |
| 20                | Sagar Bhandari (NEP)        | B     | 117           | 123           | 128           | 21                | 155            | 163            | 167            | 20                | 291   |
| —                 | Salwan Jassim (IRQ)         | A     | 175           | 180           | 181           | 5                 | 215            | 216            | 220            | —                 | —     |